# Capilla de la Santa Cruz de Arriba (Lucena del Puerto)
La Capilla de la Cruz de la Santa Cruz de Arriba es un templo cristiano de la localidad onubense de Lucena del Puerto.
Construida en distintas fases. Su pequeña y recogida fachada, tras una verga de hierro forjado que separa la capilla de la calle, de estilo regionalista con amplias molduras de ladrillos vistos formando un arco de medio punto enmarcando la puerta de entrada y que se ve enriquecido por unos azulejos de estilo sevillano en tonos azul y blanco con motivos de la pasión, (concretamente los misterios del Vía Crucis o estaciones de la Cruz).
En su parte superior destaca un gran medallón también en azulejos sevillanos y en tonos azul y blanco que muestra El Cordero de Dios emblema de la hermandad, portado por dos ángeles .
Con una cornisa ricamente decorada, la capilla es coronada con un campanario en forma de cúpula formado por tejas de cerámica en color azul y blanco sobre cuatro columnas de ladrillos, que sostienen una estructura de arcos de medio punto y rodeado por un balconcillo y que termina en su parte superior con una cruz de hierro forjado, el interior de dicha cúpula que da forma al campanario, y que alberga tres campanas, está decorado por azulejos sevillanos de color azul y blanco que supone una constante en toda la fachada.
En el interior, el objeto sagrado que da nombre a la capilla, la Santa Cruz, realizada en 1974, obra de orfebrería sevillana, está ejecutada en metal con fondos de terciopelo rojo mientras que su peana es obra de los talleres de Villarreal. En el crucero aparece el Agnus Dei, completándose la ornamentación con el cáliz y las palomas que aparecen en los pies. El sudario, de tisú de plata bordado en oro está bordado en oro por las Hermanas Oblatas de Huelva y está sujeto por palomas.